# Marica Branchesi
Marica Branchesi (Urbino, 7 marzo 1977) è un'astrofisica italiana.

## Biografia
Laureatasi in astronomia nel 2002, ha conseguito il dottorato di ricerca presso l'Università di Bologna nel 2006, specializzandosi in radioastronomia e indagando buchi neri e ammassi di galassie. Successivamente si trasferisce al California Institute of Technology, dove conosce il marito, Jan Harms, fisico tedesco esperto di onde gravitazionali. Dopo aver vinto un progetto del MIUR che le ha permesso di costruire un proprio gruppo di lavoro, decide di rientrare in Italia nel 2013 prima come ricercatrice presso l'Università di Urbino e poi presso il Gran Sasso Science Institute dove oggi è professoressa ordinaria nell'Area di Fisica.  
Marica Branchesi è inoltre associata presso l'Istituto Nazionale di Fisica Nucleare (INFN) (gruppo collegato dei Laboratori Nazionali del Gran Sasso) e presso l'Istituto Nazionale di Astrofisica (INAF) (Osservatorio Astronomico d'Abruzzo). Per l'INAF, Branchesi ha ricoperto il ruolo di Presidente del Consiglio Scientifico fino al 2023. 
Oltre all'attività accademica e al coordinamento di numerosi progetti di ricerca, è attualmente nel Consiglio d'Amministrazione dell'Agenzia Spaziale Italiana. 
Branchesi è membro del comitato direttivo della collaborazione internazionale LIGO/Virgo nell'ambito del quale si occupa di fisica delle onde gravitazionali e dei segnali elettromagnetici associati alle sorgenti di segnali gravitazionali.  
Dal 2023 è Fellow Ambassador del Centre National de la Recherche Scientifique (CNRS). Nel 2022 riceve dal premio Nobel Giorgio Parisi la nomina di socia corrispondente dell'Accademia Nazionale dei Lincei per la Classe di Scienze Fisiche, Matematiche e Naturali. 
Dal 2021 è a capo dell'Observational Science Board dell'Einstein Telescope, il futuro rilevatore di onde gravitazionali più grande del mondo, di cui è membro nell'Executive Board dal 2022 e parte del Comitato tecnico scientifico per la candidatura dell’Italia all’Einstein Telescope” del Ministro dell’Università e della Ricerca. 
Nel 2018 è stata uno dei membi fondatori del Consorzio ENGRAVE (Electro-magnetic counterparts of gravitational waves at the Very Large Telescope) per cui è oggi è nel Consiglio direttivo. Tra le altre cariche attuali, Branchesi è membro del Consiglio scientifico del Centre de Données astronomiques de Strasbourg (CDS), del no-profit Perimeter Institute, Astroparticle Physics European Consortium (APPEC), parte del DESY Astroparticle Physics Committee. Sempre nel 2018, viene inserita nella lista delle 100 persone più influenti al mondo secondo la rivista TIME.
È stata vice presidente della commissione di Astrofisica delle onde gravitazionali della Unione Astronomica Internazionale e, sempre in IAU, presidente del Comitato internazionale per le onde gravitazionali.

## Premi e Riconoscimenti
- 2022: "Premio Carla Fendi" per la sezione STEM di 30mila euro per finanziare la formazione e la ricerca di giovani scienziati.
- 2022: Nomina di socia corrispondente dell'Accademia dei Lincei
- 2020: Premio "Occhialini" della Società Italiana di Fisica (SIF), insieme all'Institute of Physics (IOP) “For her vision in bridging the observational astronomy and experimental gravitational wave physics that anticipated the majestic discovery of  GW170817, when a flash of multicolor light was emitted concurrently with the long searched gravitational wave signal”.
- 2020: Premio "Lacchini" UAI 2020, il più importante riconoscimento che l’Unione Astrofili Italiani conferisce ad astronomi e astrofili di fama mondiale che si sono distinti nella divulgazione dell’astronomia.
- 2019: "Medaglia Copernico" per la categoria Natural Sciences dall'Alma Mater Università di Bologna.
- 2018: Inserita fra le cento persone più influenti dell’anno, secondo la rivista americana Time.[6][7]
- 2019: "Beller Lectureship" dall'American Physical Society che offre supporto e fondi ai fisici di spicco in tutto il mondo per presentare la propria ricerca ai meeting APS.
- 2018: “Premio SIGRAV” dalla SIGRAV Società Italiana di Relatività Generale e Fisica della Gravitazione per giovani ricercatori in campi di particolare interesse scientifico.
- 2018: Premio "Picchio d’oro 2018", il massimo riconoscimento dalla Regione Marche. Un premio al merito per il ruolo ricoperto nella scoperta delle onde gravitazionali. Tra le motivazioni del riconoscimento, il contributo dato a “un dialogo internazionale che ha fatto progredire la civiltà umana verso nuove frontiere” e l’essere diventata “pioniera di una nuova era dell’astronomia, incoraggiando il valore delle diversità, superando divari e steccati di genere”.
- 2018: Premio "Mela d'oro" per la Scienza dalla Fondazione Marisa Belisario[8]
- 2018: Premio “Oltre l’Orizzonte” XIII Edizione, manifestazione insignita della medaglia di rappresentanza del Presidente della Repubblica Sergio Mattarella.
- 2018: eletta "Ambasciatore di Urbino nel Mondo"
- 2017: Tra le dieci persone più influenti del 2017 secondo la classifica “Ten people who mattered this year” della rivista scientifica Nature per il suo contributo alla ricerca sulle onde gravitazionali. [9] [10] [11]
- 2016: Breakthrough Prize[12] per aver collaborato alla scoperta delle onde gravitazionali, che conferma, a 100 anni di distanza, quanto ipotizzato da Albert Einstein[13].

## Associazioni scientifiche
- Socia corrispondente, Accademia Nazionale dei Lincei
- Membro dell'European Astronomical Society
- Membro della Società Italiana di Fisica
- Membro Società Italiana di Relatività Generale e Fisica della Gravitazione (SIGRAV)
- Associata INFN (Istituto Nazionale di Fisica Nucleare)
- Associata INAF (Istituto Nazionale di Astrofisica)
- Membro di Osservatorio Gravitazionale Europeo
- Membro di LIGO e Virgo
- Membro dell'International Astronomical Union (IAU)

## Pubblicazioni
Marica Branchesi è autrice di oltre 260 pubblicazioni scientifiche internazionali, tra cui:
- Marica Branchesi, Studio della polarizzazione nelle radiosorgenti subgalattiche, Università di Bologna, 2002.

- Marica Branchesi, X-ray and radio evolution of clusters and cluster galaxies, Università di Bologna, 2006.
- (EN) Marica Branchesi, Ligo Scientific Collaboration e Virgo Collaboration, Electromagnetic follow-up of gravitational wave transient signal candidates, in Journal of Physics: Conference Series, vol. 375, n. 6, 2012,  p. 062004, DOI:10.1088/1742-6596/375/1/062004. URL consultato il 21 dicembre 2017.
- (EN) B. M. Ziosi, M. Mapelli e M. Branchesi, Dynamics of stellar black holes in young star clusters with different metallicities - II. Black hole-black hole binaries, in Monthly Notices of the Royal Astronomical Society, vol. 441, n. 4, 11 luglio 2014,  pp. 3703-3717, DOI:10.1093/mnras/stu824. URL consultato il 21 dicembre 2017.
- (EN) B. Patricelli, M. Razzano, G. Cella, F. Fidecaro, E. Pian, M. Branchesi e A. Stamerra, Prospects for joint observations of gravitational waves and gamma rays from merging neutron star binaries, in Journal of Cosmology and Astroparticle Physics, vol. 2016, n. 11, 2016,  p. 056, DOI:10.1088/1475-7516/2016/11/056. URL consultato il 21 dicembre 2017.
- LIGO Scientific Collaboration and Virgo Collaboration, B. P. Abbott e R. Abbott, Observation of Gravitational Waves from a Binary Black Hole Merger, in Physical Review Letters, vol. 116, n. 6, 11 febbraio 2016,  p. 061102, DOI:10.1103/PhysRevLett.116.061102. URL consultato il 22 dicembre 2017.
- Marica Branchesi, Multi-messenger astronomy: gravitational waves, neutrinos, photons, and cosmic rays, in Journal of Physics: Conference Series, vol. 718, n. 022004, 2016, DOI:10.1088/1742-6596/718/2/022004.